# Raadhuis van Schellinkhout
Het raadhuis van Schellinkhout was het gemeentehuis van de voormalige gemeente Schellinkhout in de Nederlandse provincie Noord-Holland.

## Geschiedenis
Het raadhuis werd gebouwd in 1765 als vervanging van een bouwvallig geworden gebouw. De kosten van de nieuwbouw bedroegen ruim 3600 gulden. De eerste vier stenen werd gelegd door de heer Gerard Jan Schagen en een drietal kinderen. Een van deze kinderen, Jacob Pietersz Smit, zou jaren later het burgemeestersambt vervullen. Het gebouw deed tevens dienst als waaggebouw. De waag bevond zich op de begane grond. Dit deel van het gebouw was bereikbaar door middel van twee openslaande deuren aan de linkerzijde van de voorgevel. De vertrekken van het raadhuis bevonden zich op de verdieping. Deze vertrekken waren bereikbaar via aan een trap met bordes aan de voorzijde. Onder de trap bevond zich een cachot. Op de twee hoekpunten van het schilddak bevinden zich decoratieve elementen met vaantjes. In het midden van het dak staat een forse, van baksteen gemetselde, schoorsteen. Aan de voorzijde bevindt zich in het midden een dakkapel. De voormalige raadzaal beschikt over betegelde wanden met onder andere allegorische voorstellingen van de begrippen gerechtigheid, hoop en liefde.
In 1970 ging de gemeente Schellinkhout op in de gemeente Venhuizen. Het voormalige gemeentehuis doet dienst als bibliotheek. Het gebouw is erkend als een rijksmonument.

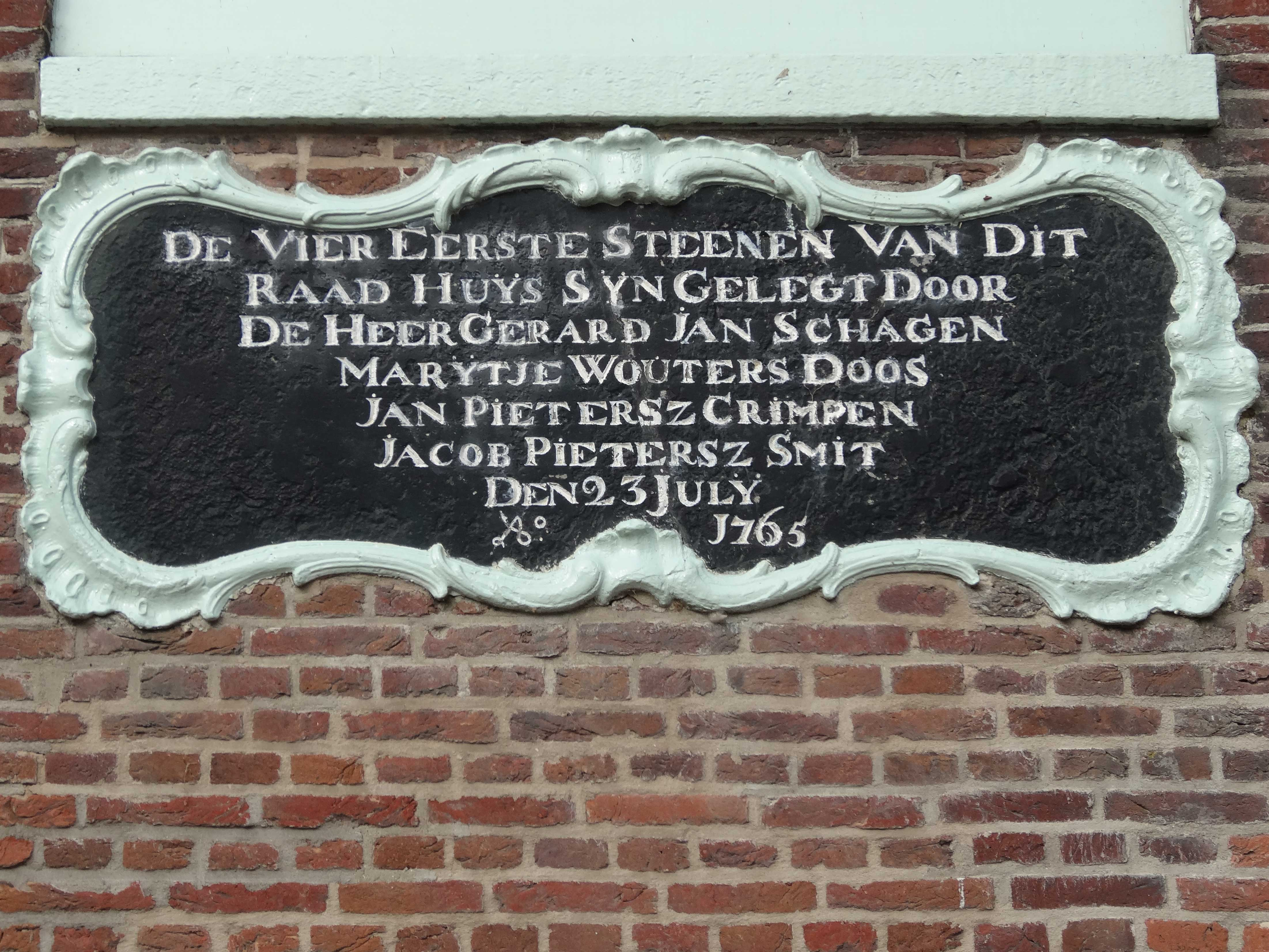
Gevelsteen uit 1765 in de zijgevel van het raadhuis